# Jay Livingston
Jay Livingston, nascut Jacob Harold Levison, (McDonald, Pennsylvania, U.S. 28 de març, 1915 - Los Angeles, California, U.S. 17 d'octubre, 2001), va ser un compositor nord-americà més conegut per ser la meitat d'un duet d'escriptura de cançons amb Ray Evans especialitzat en cançons compostes per a pel·lícules. Livingston va escriure música i Evans la lletra.

## Joventut i carrera
Livingston va néixer de pares jueus. Tenia una germana gran, Vera, i un germà petit, Alan W. Livingston, que es va convertir en executiu de Capitol Records, i més tard de la televisió NBC.
Livingston va estudiar piano amb Harry Archer a Pittsburgh, Pennsilvània. Va assistir a la Universitat de Pennsilvània, on va organitzar una banda de ball i va conèixer a Evans, un company d'estudis de la banda. Tot i que van començar a escriure junts el 1937, Livingston i Evans no van arribar al cim fins al 1946, quan van incendiar el negoci de l'edició musical amb "To Each His Own", que va assolir el número u a les llistes de Billboard per a tres artistes diferents, i va ocupar les cinc primeres posicions de la llista "Most Played On the Air" durant quatre setmanes diferents (24 d'agost de 1946, i de nou el 7 de setembre, el 14 de setembre i el 5 d'octubre, cinc versions van aparèixer simultàniament al Top Ten). "Buttons and Bows" (1947) va ser el seu següent èxit multimilionari, amb quatre artistes que van arribar al top ten el 1948 i va guanyar l'Oscar a la millor cançó. Van acabar la dècada amb "Mona Lisa" de 1949, que va ser un èxit per a set artistes populars i dos de country el 1950, va vendre un milió amb Nat King Cole i va guanyar a la parella un altre Oscar a la millor cançó. El seu tercer Oscar va arribar el 1956 per la cançó "Que Sera, Sera (Whatever Will Be, Will Be)", que apareix a la pel·lícula The Man Who Knew Too Much (L'home que sabia massa). També van escriure "Tammy" per a la pel·lícula Tammy and the Bachelor el 1957.
Livingston i Evans van escriure temes de televisió populars per a programes com Bonanza i Mister Ed, en la que Livingston va cantar. També van escriure la cançó de Nadal "Silver Bells" l'any 1951, per a la pel·lícula The Lemon Drop Kid, anomenant-la inicialment "Tinkle Bells", però la van canviar per "Silver" a causa d'una connotació comuna de "tincle", així com "Never". Let Me Go" per a la pel·lícula de 1956 The Scarlet Hour. Johnny Mathis va cantar la cançó de Livingston "All The Time", entre d'altres.
Livingston va aparèixer com ell mateix amb Evans a l'escena de la festa de Cap d'Any de la pel·lícula Sunset Boulevard de 1950, que comptava amb la seva futura cunyada, Nancy Olson.

## Honors
Livingston és un membre del Saló de la Fama dels Compositors. El 2004, la Comissió d'Història i Museus de Pennsylvania va instal·lar un marcador històric a McDonald, Pennsilvània, commemorant els seus èxits.

## Mort
Livingston va morir a Los Angeles i va ser enterrat allà al Westwood Memorial Park Cemetery, la seva làpida llegia, "Que Será, Será".
La seva dona, l'actriu Shirley Mitchell, va morir l'11 de novembre de 2013 als 94 anys.

## Treball a Broadway
Oh, Captain! (1958) – musical – co-compositor i lletrista amb Ray Evans – nominació al Tony al millor musical

Let It Ride (1961) - musical - co-compositor i lletrista amb Ray Evans

Sugar Babies (1979) - revista - va incloure compositor de cançons amb Ray Evans per "The Sugar Baby Bounce"